# Chiquitania

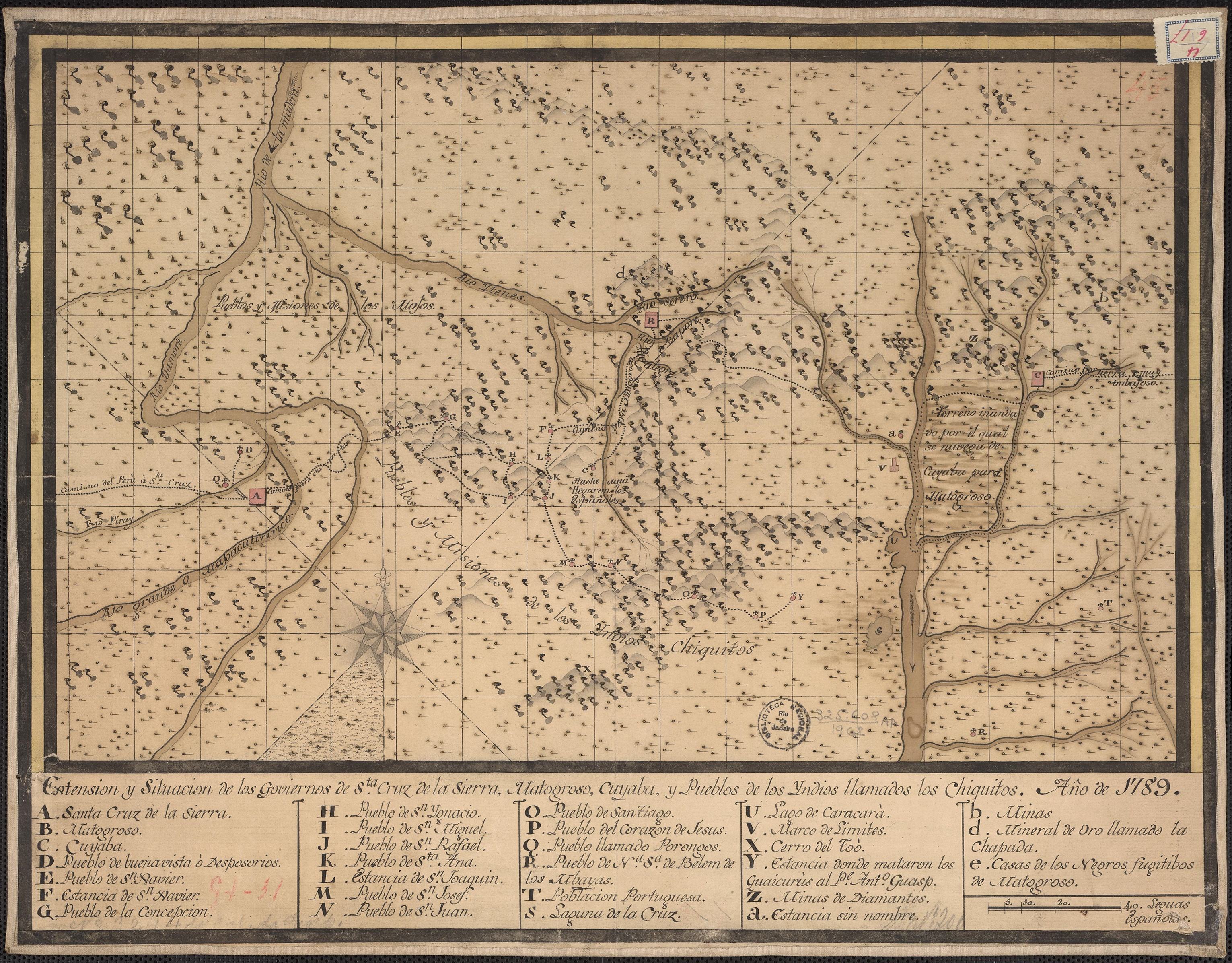
Carte de 1789 de Chiquitos.

La Chiquitania ou les Llanos de Chiquitos (en français: les Plaines de Chiquitos) ou plus simplement Chiquitos est une région tropicale sèche située dans l'est du département de Santa Cruz en Bolivie. Celle-ci est située entre le Gran Chaco, région au climat plutôt sec, et l'Amazonie, forêt tropicale humide. 

## Origine du nom
C'est l'explorateur et conquistador espagnol Ñuflo de Chaves, (1518-septembre 1568), surtout connu pour avoir fondé la ville bolivienne de Santa Cruz de la Sierra, qui introduisit le nom de Chiquitos. Il évoquait les petites portes des maisons de paille dans lesquelles vivait la population autochtone de « la grande Chiquitania », une vaste contrée des plaines isolées de l'est du département de Santa Cruz. 
Ce nom, donné par les Espagnols aux populations indigènes de l'endroit, était en fait basé sur l'idée fausse que ces habitants étaient chiquitos (petits en espagnol) lorsqu'ils ont découvert des maisons abandonnés munies de portes de petite taille. Leur conception singulière était en fait due à une nécessité de maintenir dans les maisons une température plus élevée qu'à l'extérieur et à faciliter la défense de l'entrée de jaguars et de pumas. 
L'utilisation du terme Chiquitos peut porter à confusion : celui-ci peut servir à désigner autant la région géographique que le groupe ethnique aussi appelé Chiquitanos. 

## Histoire
De par sa position plutôt centrale en Amérique du Sud, la région aujourd'hui appelée Chiquitania est, avant l'arrivée des Espagnols, peuplée de plusieurs peuples autochtones de provenances diverses, soit ceux de la forêt amazonienne, ceux du Gran Chaco et dans une moindre mesure, ceux des Andes. Les relations entre ces peuples pouvaient varier, allant de l'établissement de relations commerciales à des comportements hostiles. 
L'arrivée des Espagnols vers 1690 dans la région marque le début des relations entre les peuples indigènes de l'endroit et les missionnaires jésuites, qui y imposent graduellement le catholicisme. Le terme Chiquitos est alors utilisé, à tort pour désigner, l'important groupe ethnique des Chiquitanos. Ce terme est également employé pour désigner la quarantaine de groupes ethniques, dont les langues et les cultures sont différentes, qui peuplent la région de la Gran Chiquitania. 
Dès leur arrivée sur place, les Jésuites entreprennent la construction de villages destinés aux autochtones dans la Chiquitania. Les maisons sont appelées reducciones (réductions en espagnol). Parmi les villes construites, il s'y retrouve notamment San José de Chiquitos, Concepción, San Ignacio de Zamucos, San Miguel, San Ramón, San Javier, San Ignacio de Velasco et Santiago de Otuquis. Les relations entre les missionnaires et les Chiquitanos sont au fil des années généralement harmonieuses, ceux-ci ont l'occasion d'y apprendre plusieurs techniques et arts qu'ils perpétueront pour encore bien longtemps. De la même façon, ceux-ci échappent à l'esclavage par les colons espagnols. Les Jésuites sont ensuite expulsés par le roi d'Espagne vers 1767 et remplacés par des Franciscains, toutefois l'influence des Jésuites demeure en Chiquitania, celle-ci est notamment observable dans l'architecture et la musique baroque qui s'y trouvent.
La Chiquitania est intégrée au Gouvernement politique et militaire de Chiquitos (es) entre 1771 et 1824, une entité territoriale espagnole faisant partie de la Vice-royauté du Río de la Plata entre 1776 et 1814, mais qui demeure sous le joug de l'Espagne jusqu'à l'indépendance de la Bolivie en 1825, moment où elle intégrée au département de Santa Cruz. 
Aujourd'hui, les Chiquitanos perpétuent généralement l'héritage qu'ils ont reçu des Jésuites, plusieurs reconnaissent l'importance et les bienfaits des connaissances sur l'élevage, l'agriculture, la sculpture ou la musique,.
À l'été 2019, la région est aux prises avec plusieurs feux de forêt ravageurs, notamment dus à la mise à feu volontaire de terrains forestiers afin de les convertir en terrains agricoles,,. 

## Territoire

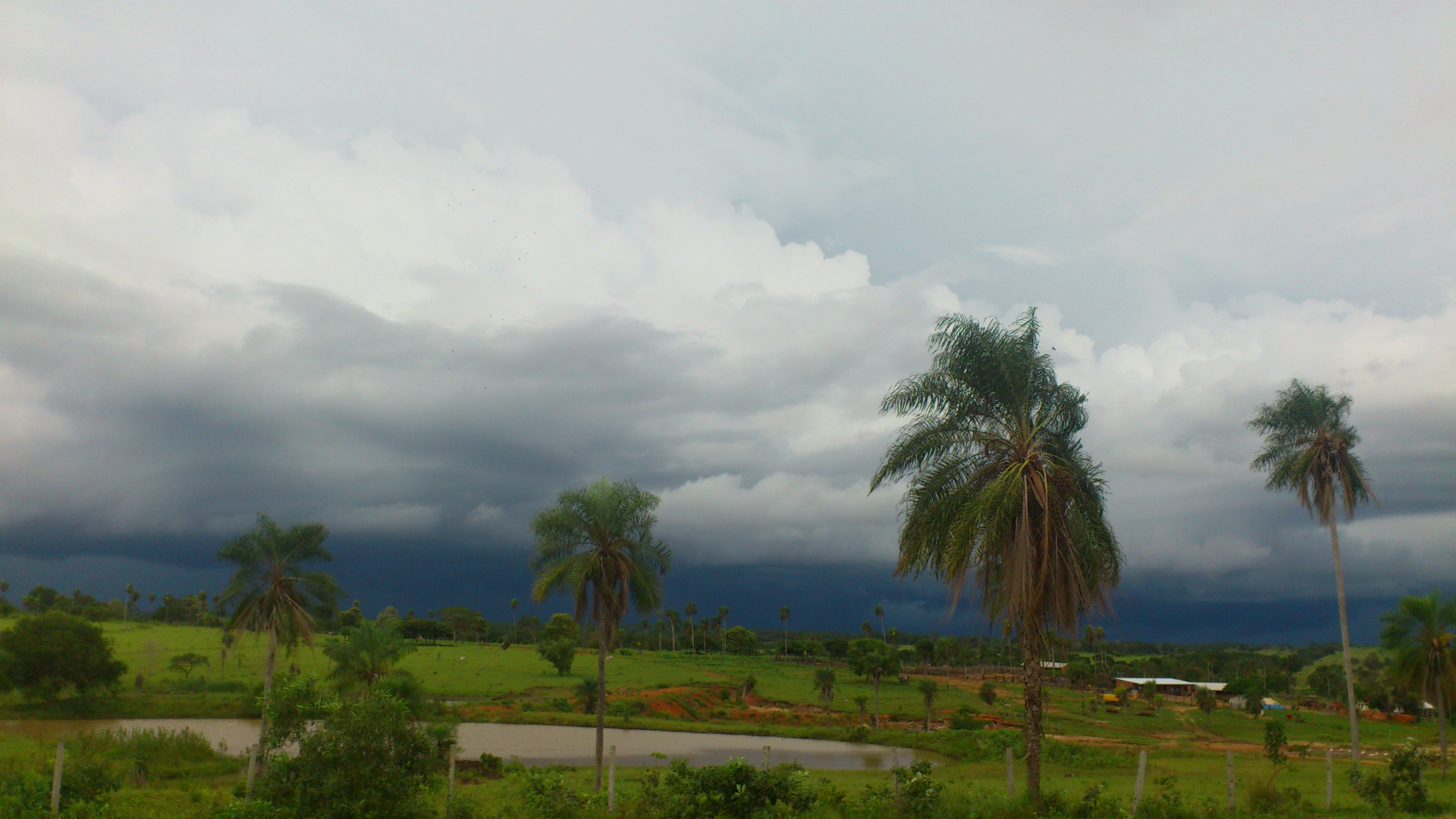
Paysage chiquitano.

La Chiquitania est une région située entièrement dans le département bolivien de Santa Cruz. La limite nord de la région correspondent approximativement au parallèle 17 ° 30'S et la limite sud et au parallèle 20 ° S. Quant à elles, les limites occidentales de la région se situent à l'emplacement de la pénéplaine qui précède la cordillère des Andes.
Administrativement, la Chiquitania ne bénéficie d'aucun statut juridique qui lui est propre. Son territoire se trouve même fragmenté parmi les territoires de cinq provinces différentes du département de Santa Cruz, soit la province d'Ángel Sandoval, la province de Germán Busch, la province de José Miguel de Velasco, la province de Ñuflo de Chávez et la province de Chiquitos.

## Patrimoine
La région de Chiquitos se distingue principalement d'autres régions de la Bolivie orientale en ce que la trace du passage des missionnaires jésuites demeure tout autant dans les moeurs et traditions des populations de l'endroit, mais également dans l'architecture des bâtiments, des villages et principalement des églises. 
Dans l'objectif de christianiser les autochtones de l'endroit, les Jésuites entreprennent entre 1691 et 1760 la construction de « réductions », inspirées par les cités idéales imaginées par les philosophes humanistes du XVIe siècle. Ces réductions destinées aux autochtones demeurent relativement bien entretenues et six églises restent actives et sont inscrites en 1990 sur la liste du patrimoine mondial de l'UNESCO sous le nom de Missions jésuites de Bolivie. Elles avaient d'ailleurs déjà été l'objet de mesure de protection par l'État bolivien dès 1950 par un décret suprême,.

## Population autochtone

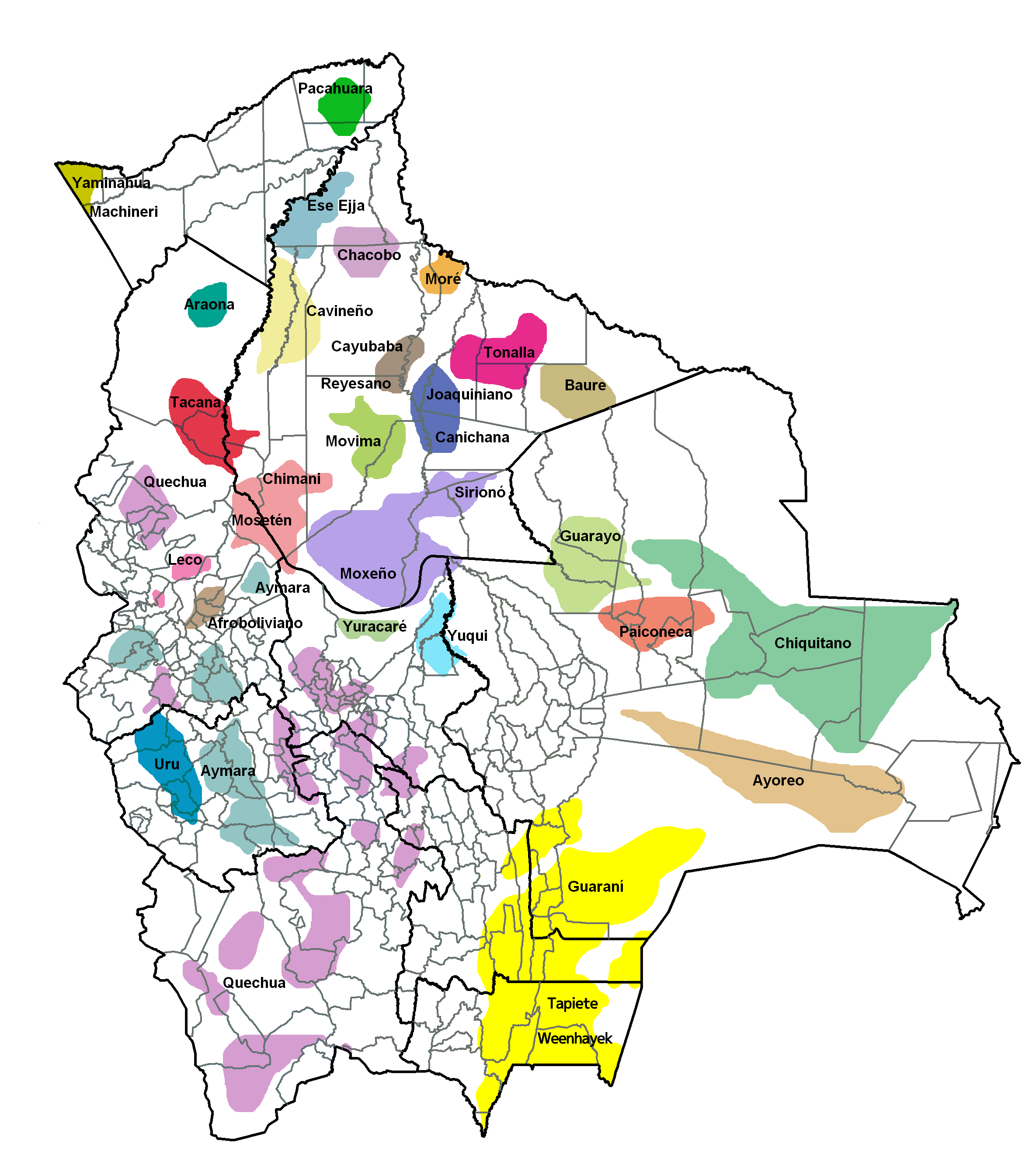
Peuples indigènes de Bolivie.

Les Chiquitanos ou Chiquitos se distinguent notamment par la résistance qu'ils ont effectué à l'égard des Espagnols pendant près de deux siècles et à l'acceptation et à l'intégration concomitantes des mœurs et traditions enseignées par les missionnaires jésuites à partir de 1691. Ils conservent au demeurant plusieurs pratiques agricoles. 
La langue chiquitano est parlée par les tribus converties au christianisme et le nombre de celles-ci est croissant lors de la présence jésuite. Il atteint même une cinquantaine de tribus, soit près de 50 000 habitants. En 1767, lors de l’expulsion des Jésuites, les Chiquitos reviennent à leurs anciennes coutumes. Plus tard, il ne restera que 20 000 fidèles. L'empreinte des Jésuites du XVIIIe siècle et des communautés franciscaines disséminées dans la région resta pourtant vivace.